# Algerri
Algerri település Spanyolországban, Lleida tartományban. Algerri Albesa, Alfarràs, Almenar, Castelló de Farfanya, Ivars de Noguera és Os de Balaguer községekkel határos. Lakosainak száma 424 fő (2024).

## Népesség
A település lakosságának változását az alábbi diagram mutatja:
| Lakosok száma | 192  | 1148 | 943  | 747  | 601  | 495  | 469  | 423  | 386  | 424  |
|               | 1717 | 1887 | 1936 | 1960 | 1986 | 2004 | 2009 | 2014 | 2019 | 2024 |